# Янцівський гранітний кар'єр

Янцівський гранітний кар'єр

Граніт. Янцівський гранітний кар'єр

Янцівський гранітний кар'єр — найстаріше підприємство України з видобутку та обробки граніту. 

## Опис
Початок розробок гранітних порід в кар'єрі датується 1886 роком. Запаси кар'єру становлять близько 36,00 мільйонів кубічних метрів гранітного каменя. Родовище граніту розробляється на чотирьох ділянках: «Основна», «Нова», «Кам'яна» та «Дружелюбівська». Ділянка «Нова» станом на початок XIX ст. майже вироблена і законсервована. Ділянка «Кам'яна» розташована поблизу річки Мокра Московка.
Станом на 2018 р. граніт на кар'єрі видобуває ВАТ «Янцівський гранітний кар'єр». Тут виробляють широкий асортимент гранітної продукції: від високоякісного гранітного щебеню фракцій 5-10, 10-20, 5-20, 20-40, 20-70 мм до складних архітектурно-будівельних виробів із граніту.

## Галерея

Пласт каоліну у розкриві кар'єру
Екскаватор на вибої
Пласти граніту